# Szintaktikai szó
A szintaktikai szó olyan nyelvi szerkezet, mely a mondat számára megbonthatatlan, azaz mondattani szabály nem változtathatja meg belső szerkezetét.
Az igekötős igék nem szintaktikai szavak, mivel a mondatban eltávolodhatnak egymástól (Meg sem mondta; Le nem a kölcsönözhető könyveket, hanem a csak helyben olvasható folyóiratokat vittük).
Az összetett szó szintaktikai szónak minősül, mivel tagjai külön nem kaphatnak módosítót (nincs *nagyon nagyherceg, a nagy szőke herceg pedig nem nagyherceg) és más szavak sem szakíthatják meg, illetve nem kerülhetnek egymástól távol a mondatban. Bizonyos esetekben azonban az összetett szavak is szintaktikailag felbonthatónak tűnnek. Ilyen eset az ellipszis: kutya-(kiállítás) és macskakiállítás, kutyakiállítás és (kutya)-vásár.

## Lásd még
- szó
- fonológiai szó
- lexikai szó
- morfológiai szó